# Штайнхорст (Нижняя Саксония)
Штайнхорст (нем. Steinhorst) — община в Германии, в земле Нижняя Саксония.
Входит в состав района Гифхорн. Подчиняется управлению Ханкенсбюттель. Население составляет 1346 человек (на 31 декабря 2010 года). Занимает площадь 57,78 км².
| Год  | Население |
| ---- | --------- |
| 1990 | 1478      |
| 1995 | 1523      |
| 2000 | 1505      |
| 2005 | 1466      |
| 2010 | 1374      |